# 우즈베키스탄 이슬람 운동
우즈베키스탄 이슬람 운동(우즈베크어: Ўзбекистон исломий ҳаракати / Oʻzbekiston islomiy harakati)은 중앙아시아를 거점으로 활동하던 이슬람주의 무장 조직이다.
1998년 아프가니스탄 카불에서 결성되었으며 소련군 낙하산 부대 출신인 주마 나망가니, 토히르 욜도시가 지도자를 맡았다. 이 조직은 우즈베키스탄의 이슬람 카리모프 정권을 타도하고 우즈베키스탄에 이슬람주의 국가 수립을 목표로 했다. 페르가나 분지에 거주하던 우즈베크인을 중심으로 결성된 이 조직은 타지키스탄, 아프가니스탄 북부를 거점으로 활동했고 1999년부터 2000년까지는 키르기스스탄 남부, 우즈베키스탄 정부군에 대한 공격을 전개했다.
2001년 이후에는 미군, 아프가니스탄 북부 동맹에게 패전했으며 나망가니가 전투 과정에서 사망했다. 욜도시는 잔당들과 함께 파키스탄 와지리스탄으로 도주했고 파키스탄 정부 전복을 목표로 전투를 계속했지만 2009년 8월 27일에 일어난 무인기 공격으로 사망했다. 2011년부터 2012년 사이에 아프가니스탄에서 활동하던 우즈베키스탄 이슬람 운동 세력이 연달아 공격을 받으면서 후계 지도자들이 사망했다. 2015년 이라크 레반트 이슬람 국가와의 협력을 선언하면서 소멸되었다.